# Steenberg Oranje-Nassau IV
De Steenberg Oranje-Nassau IV is een kunstmatige heuvel en voormalige steenberg in de Nederlandse gemeente Heerlen. De heuvel was oorspronkelijk de steenstort van de particuliere mijn Oranje-Nassau IV. De heuvel ligt tussen de wijk Heksenberg in het westen en buurtschap Heihoven in het oosten.
De heuveltop ligt op 144 meter boven NAP en 46 meter boven het maaiveld.

## Geografie
De heuvel ligt in het oosten van de gemeente aan de zuidwestrand van de Brunssummerheide. In het noorden wordt de steenberg begrensd door een bosweg in het verlengde van de Buizerdstraat, in het oosten en zuiden de Sibelco-groeve en in het westen de wijk Heksenberg. Ten noorden van de steenberg ligt de heuvel Heksenberg.

## Geschiedenis
In 1910 werd op de rand van de Brunssummerheide een ventilatieschacht aangelegd voor de steenkolenmijn Oranje-Nassau III. In 1928 werd de schacht gebruikt voor de vestiging van de Oranje-Nassau IV die hier de steenkolenlagen van het Zuid-Limburgs steenkoolbekken ging ontginnen. Met deze ontginning ontstond er onbruikbaar steenafval afkomstig uit de steengangen die men via een transportband en kiepwagens naar de ten noordwesten van de mijn gelegen steenberg transporteerde. In 1926 begon men met het opwerpen van de steenberg.
Sinds de jaren 1920 werd er ten zuiden van de kolenmijn zilverzand gewonnen.
In 1967 werd de kolenmijn gesloten. Na de mijnsluiting werd de zilverzandgroeve Heksenberg aangewezen als werkgelegenheidscompensatie.
Anno 1985 had de steenberg een oppervlakte van ongeveer 11 hectare, met een hoogte van 45 meter en een massa van 3,1 miljoen ton.
In 2003 diende Sigrano bij de provincie een vergunningsaanvraag in om onder de steenberg zilverzand te winnen (1,9 miljoen m³ zilverzand) en daarvoor de steenberg af te graven. In oktober 2017 keurde de provincie het plan goed om de steenberg grotendeels af te graven. In november 2017 keurde de Heerlense gemeenteraad het plan echter af en gaf geen toestemming voor het afgraven van de heuvel. In 2018 werd besloten om de steenberg te behouden als industrieel erfgoed.